# Ercole Marelli
La société Ercole Marelli & C. S.p.A. était une importante entreprise italienne de construction de matériel électrique, créée par Ercole Marelli en 1891. Cette société était spécialisée dans les gros équipements électriques, électro-techniques et électro-mécaniques. Elle était spécialisée dans la conception et production de moteurs de locomotives, transformateurs, centrales électriques et de système aérauliques de ventilation de grands ouvrages (tunnels, centrales électriques etc.).

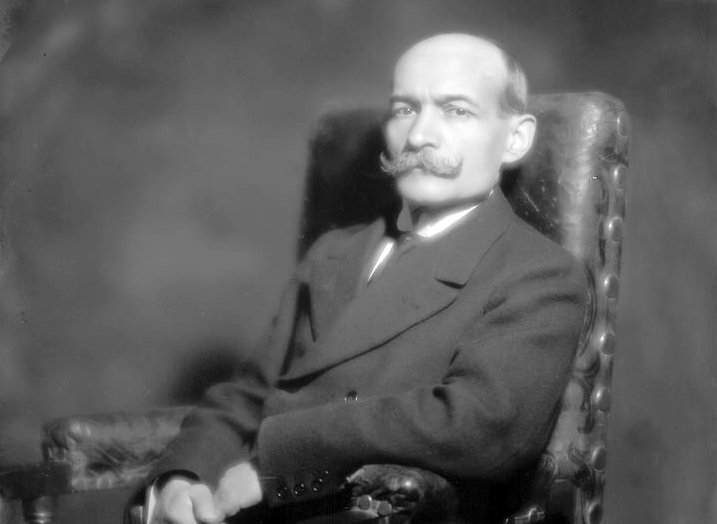
Ercole Marelli, le fondateur de la société (1827-1922)

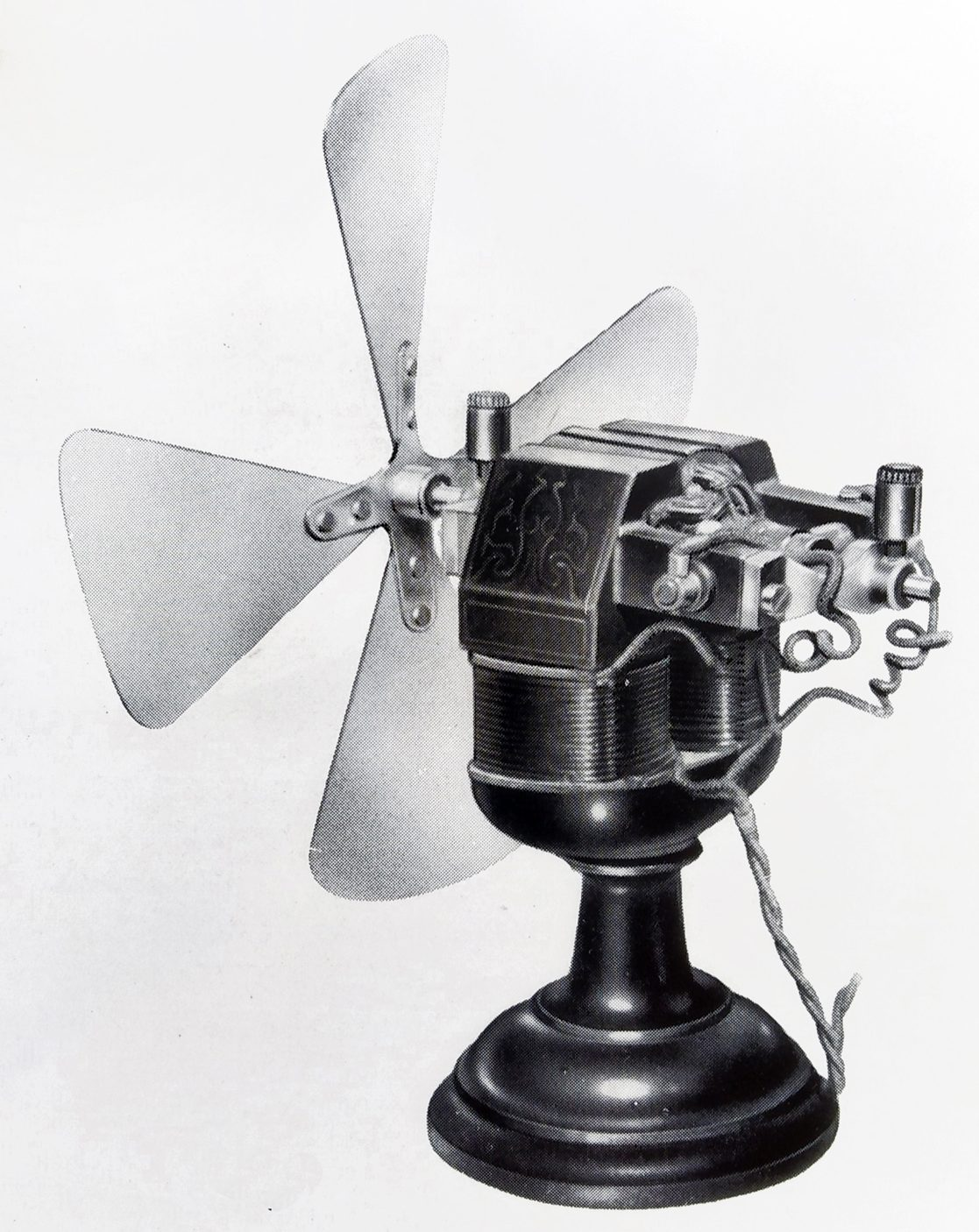
Premier modèle de ventilateur Ercole Marelli (1898) [Figure 1]

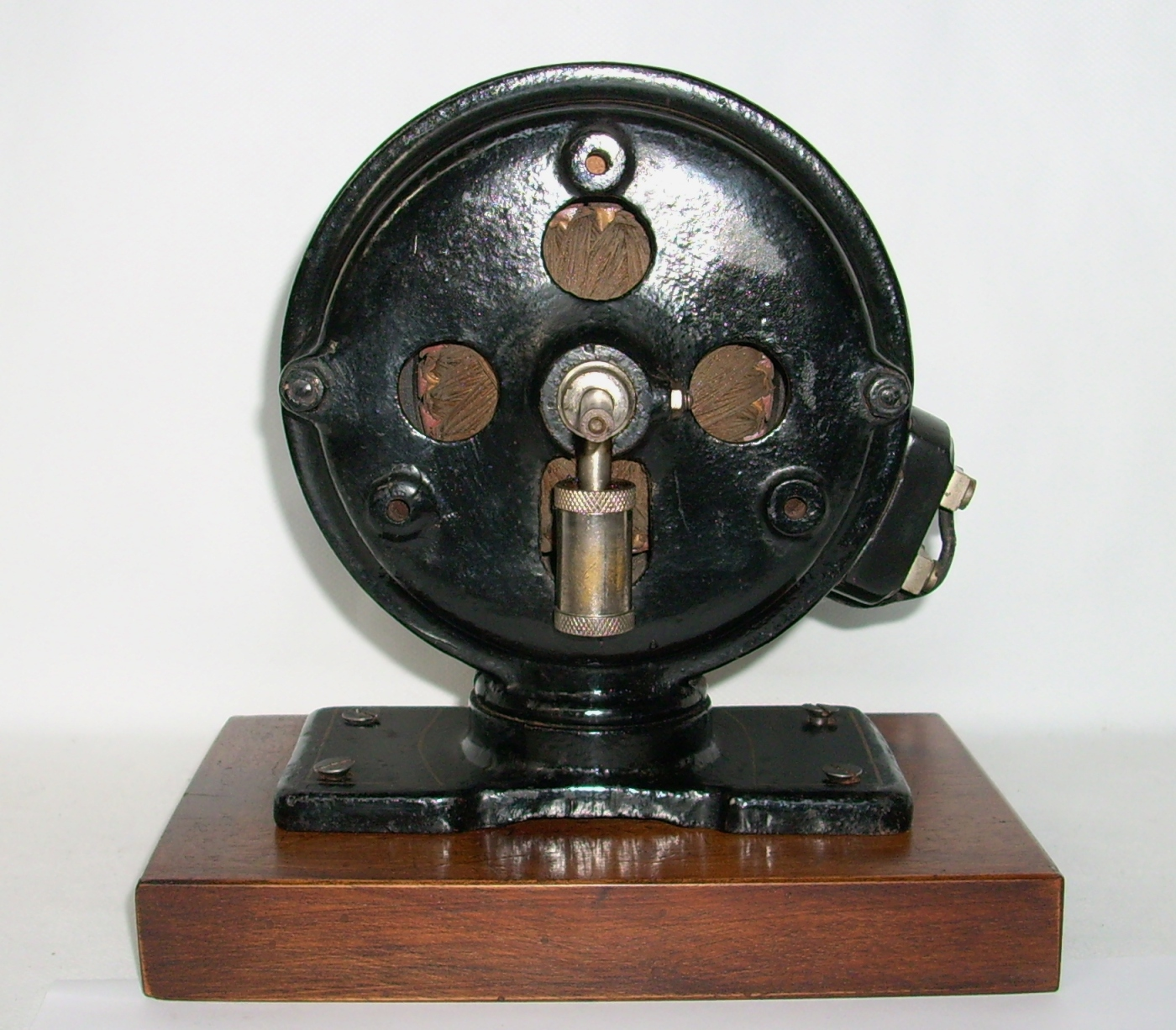
Ventilateur E. Marelli (1898-1901) [Figure 2]

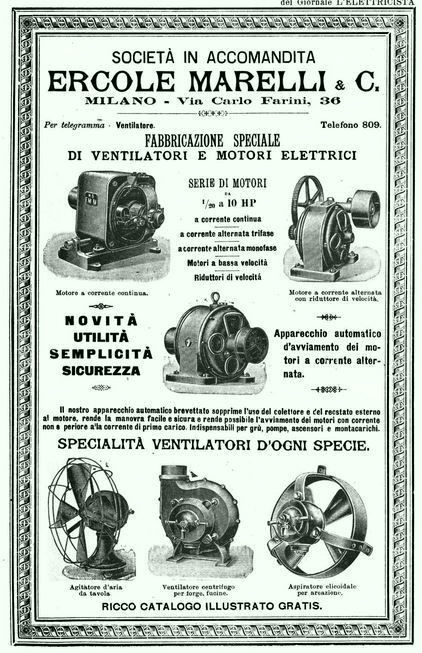
Extrait du catalogue de la production E. Marelli de la Via Farini 36 à Milan (1901-1906)

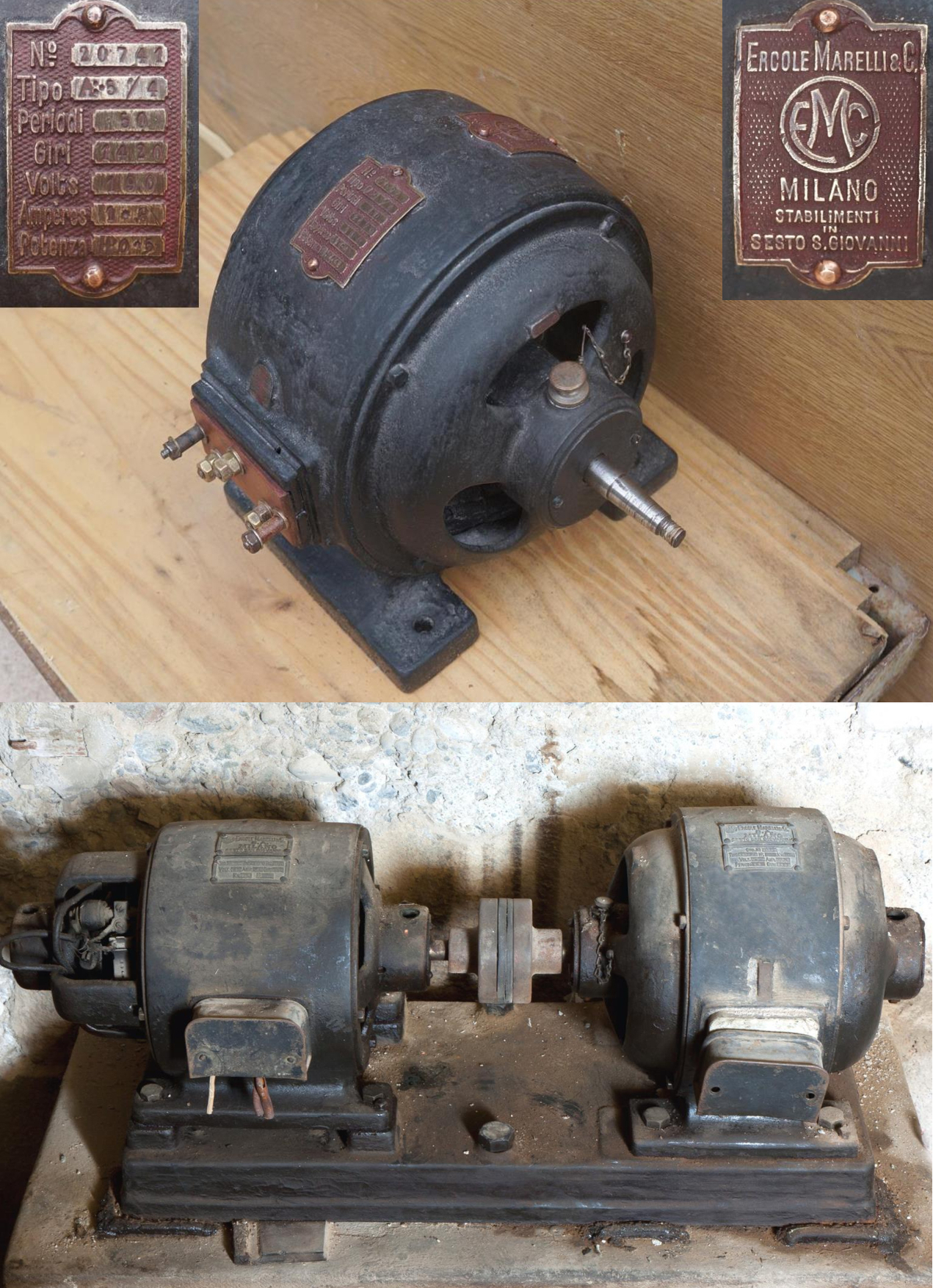
Matériels électriques E Marelli : groupe redresseur avec moteur à droite et dynamo à gauche (1911) [Figure 3]

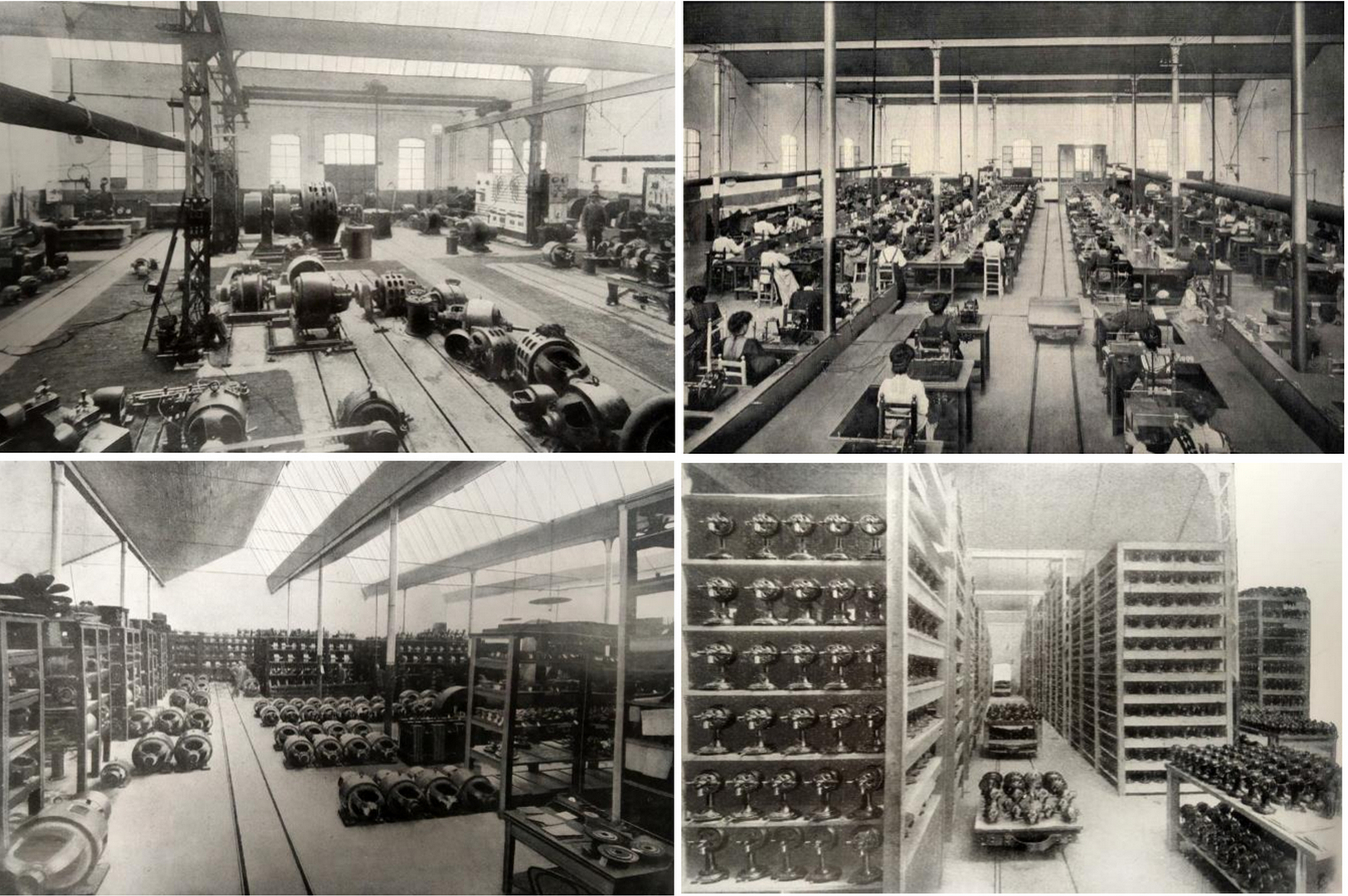
Ateliers E. Marelli (1910-1915)

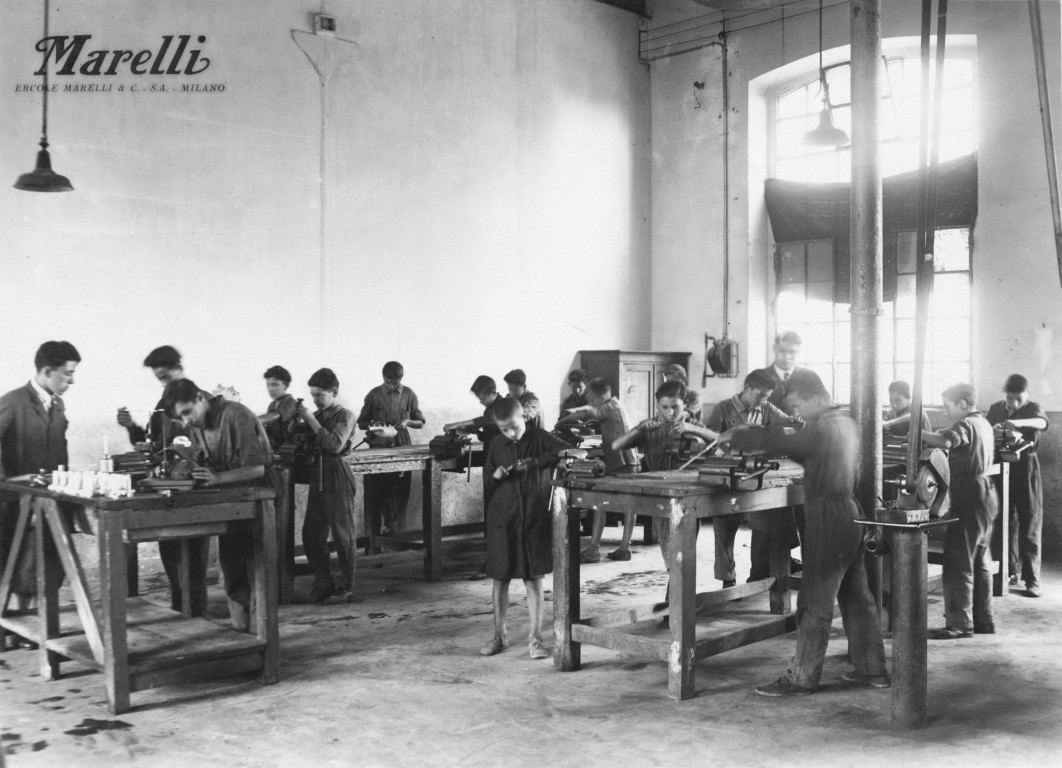
Salle de l'école de formation professionnelle de l'entreprise Ercole Marelli (1934)

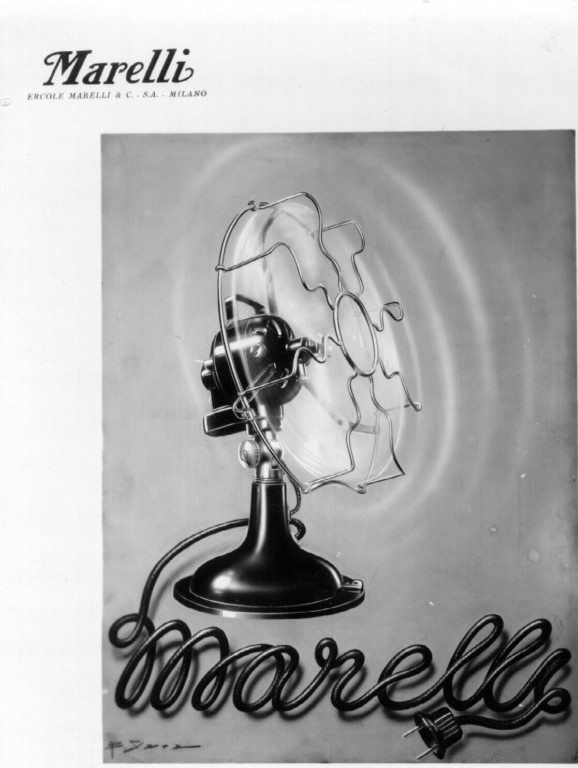
Un des modèles de ventilateurs Marelli (1935)

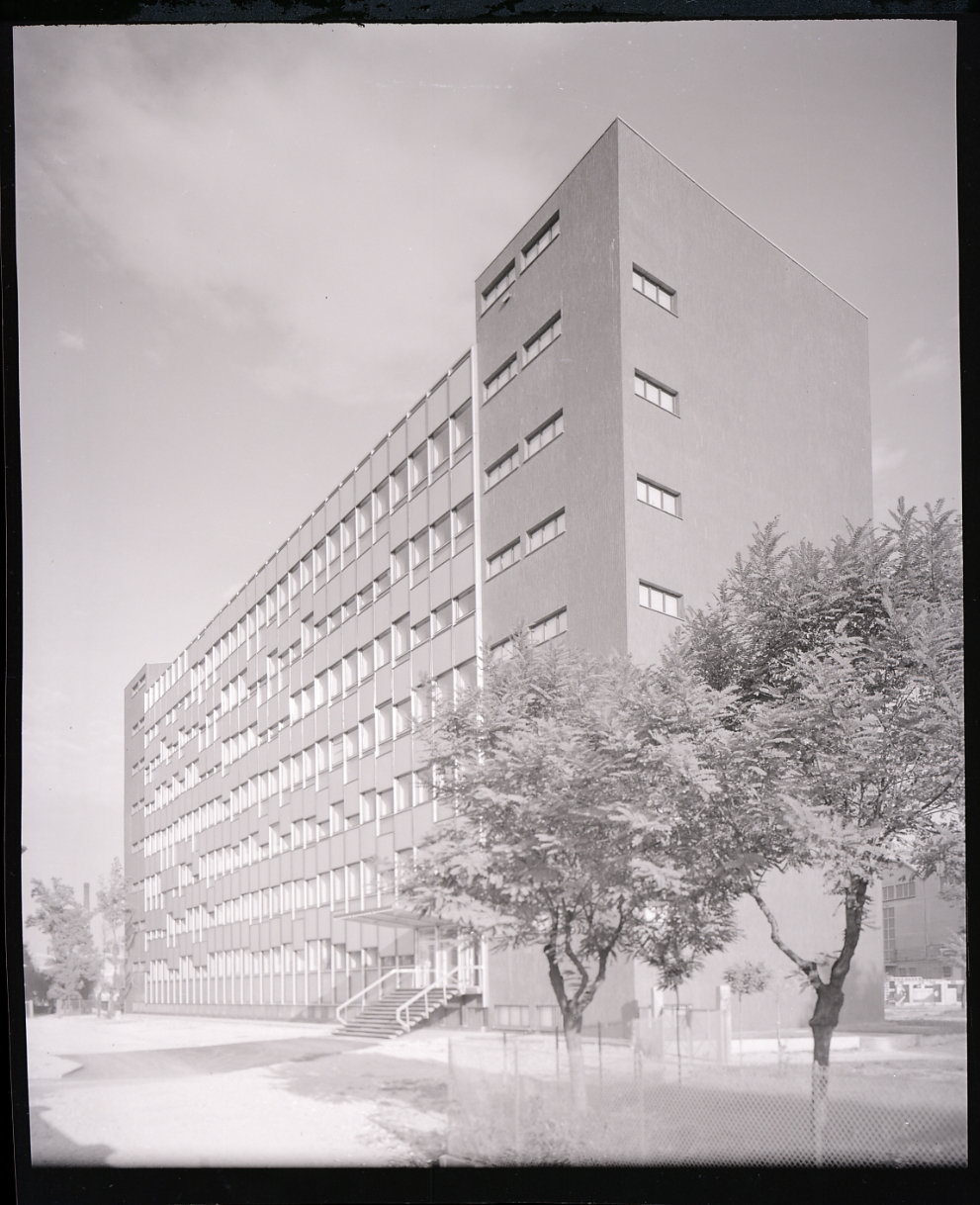
Le siège de la société E. Marelli à Sesto San Giovanni (photo de Paolo Monti (1963)

## Histoire

### Les débuts (1891-1894)
Le fondateur de la société, Ercole Marelli, obtient son diplôme d'électrotechnique à l’école professionnelle de la « Société d’Encouragement Arts et Métiers (SIAM) ». F. Grassi, son professeur, réalise le potentiel de Marelli et le présente à Bartolomeo Cabella, le directeur de la société Tecnomasio de Milan. Tecnomasio Italiano, une des entreprises italiennes les plus importantes du secteur électromécanique, produisait des moteurs électriques et des générateurs de courant.
Le 11 novembre 1891 il crée l'entreprise artisanale Ercole Marelli & C. dans un petit atelier (50 m²) de la Via Ausonio no 6, dans le quartier de Porta Genova, à Milan. Équipé d’un simple petit tour de précision, d’une perceuse et aidé par un apprenti, il commence à fabriquer du matériel de physique et de géodésie, des machines électriques pour les écoles, des batteries, des accumulateurs mais surtout des dispositifs médicaux.
En 1892, après seulement un an d'activité, l'entreprise obtient sa première distinction en remportant une médaille de bronze à l'exposition médicale de Milan, pour les dispositifs appliqués à la médecine et à la chirurgie.
L'entreprise connaît un certain succès commercial ce qui permet à Ercole Marelli de créer en 1893, avec l'expert comptable Luigi Gorla, lae société en nom collectif Marelli & Gorla, au capital de 8 000 £ires. L'atelier est transféré au 11 de la via Quadronno,,. La même année, il participe à l'Exposition médicale internationale de Rome et étend sa production aux paratonnerres, aux lampes à arc et aux accumulateurs électriques portables. Il a construit, entre autres, les batteries utilisées pour l'éclairage du chantier du tunnel du Simplon. En janvier 1894, un nouvel associé, l'ingénieur Folli, rejoint l'entreprise qui est alors renommée Luigi Gorla & C. mais elle est dissoute dix mois plus tard,.

### La reconstitution de la société et son expansion durant l'entre deux guerres (1895-1945)
En 1895, après la dissolution de l'entreprise avec Gorla et Folli, Ercole Marelli décide de créer une nouvelle entreprise et trouve un soutien financier de Vincenzo et Vittorio Piatti, propriétaires d'un atelier de 150 m², situé au no 15 de la via Campo Lodigiano et équipé d'un moteur à gaz, par le biais d'un contrat de location très particulier,. Plus tard, il obtient un prêt de la Cassa di Risparmio delle Province Lombarde (CARIPLO). L'entreprise se préparait à connaître une forte expansion.
La nouvelle entreprise d'Ercole Marelli, bien plus importante que la précédente, relance immédiatement son activité passant de 10 à 40 salariés. Elle importe des États-Unis, les premiers « agitateurs d’air » (ventilateurs) électriques et, sentant le potentiel avenir de ces appareils, décide de les améliorer, les rendant plus attrayants que l'original, moins lourds, moins encombrants, facilement adaptables aux différents besoins de la clientèle, moins chers, et de produire ses propres modèles de ventilateurs pour en devenir le leader mondial.
En 1897, E. Marelli participe à l’exposition des appareils électriques à la première convention de l’Association électronique italienne (A.E.I.), et présente son ventilateur électrique (Figure 1). Cette même année, avec la société Brioschi et Finzi, il dépose le brevet d'un moteur électrique léger à courant continu, d’autres ont suivi avec des formes différentes, plus gracieuces et élégantes, mais toujours à un prix raisonnable (Figure 2 Ventilateur familial). Cette gamme de modèles a remporté un grand succès.
Les ateliers sont transférés rue Farini 21, disposant d'une superficie de 750 m2. Cependant la « guerre des systèmes » (courant continu ou courant alternatif) faisant rage, c'est au tour d’un appareil à démarrage automatique pour moteurs industriels à courant alternatif de voir le jour. En 1990, il dépose le brevet d'un coupleur centrifuge (Figure 3).
Le 28 février 1900, l’entreprise est transformée en société en commandite simple avec un capital de 125 000 £ires, nommée Ercole Marelli & C.,,. Les ateliers sont à nouveau déplacés vers un bâtiment de 3 500 m2, toujours rue Farini, mais au no 36. La société se structure alors en deux département distincts :
- « I » pour la production d'« Agitateurs d'air » (Ventilateurs) familiaux et de petits moteurs jusqu'à 1/8 CV,
- « II » pour la production de ventilateurs industriels hélicoïdaux, ventilateurs centrifuges et surtout de moteurs électriques polyvalents, en courant continu et courant alternatif jusqu'à une puissance de 10 CV (Figure 3), puis rapidement de puissance plus élevée. La production de ce département était en croissance constante car la demande était toujours supérieure à la quantité produite. L'utilisation des ventilateurs avait conquis les industriels de la métallurgie pour assurer la ventilation des ateliers et des machines, forges et cubilots et des navires.

En 1912, le chiffre d'affaires de l'entreprise passe de 5 millions en 1896 à 43 millions de £ires, dont la moitié à l'exportation, avec un effectif de plus de 100 salariés. Les moteurs de série étaient vendus sur catalogue mais d'autres modèles, de grosses puissances, pouvaient être fabriqués à la demande dans les ateliers. (La figure 3 montre quelques exemples de la production Ercole Marelli entre 1901 et 1906). La fabrication de ces modèles de moteurs électriques s'est poursuivie jusqu'à la fin des années 1910. La société s'est alors dotée d'une structure commerciale qui comprenait des agences de représentation et des succursales de vente, en Italie comme à l'étranger. Les produits E. Marelli & C. ont pénétré quasiment tous les marchés étrangers, de l'Amérique à l'Europe et l'Asie, mais surtout en France, en Autriche, en Allemagne et en Angleterre avec un travail remarquable de marketing, un support technique pour la conception des projets et des campagnes publicitaires ciblées.
La demande accrue va obliger, une fois encore, Ercole Marelli & C. à déménager de la Via Farini no 36 à Milan vers des locaux beaucoup plus grands. En mai 1905, un terrain de 4,5 hectares est acheté à Sesto San Giovanni, commune limitrophe située au nord-est de Milan et, en décembre 1905, les nouveaux bâtiments de plus de 100 000 m2 couverts sont inaugurés. Le site sera agrandi en 1907 mais cela s'avéra insuffisant et, pour accompagner le dynamisme de l'entreprise, il fallut reconstruire tout le site en 1909-1910 et acquérir 2 hectares supplémentaires, portant ainsi la surface du site industriel à 6,5 hectares. L’usine était desservie directement par le tramway Milan-Sesto-Monza pour le transport des salariés.
La production, sur ce nouveau site, a rapidement augmenté avec la gamme traditionnelle de produits, ventilateurs classiques, mais aussi souffleries. De nouveaux modèles de moteurs électriques industriels polyvalents sont lancés, des séries très réussies qui vont perdurer jusqu'à la fin des années 1930 et qui comptabiliseront plusieurs centaines de milliers d'exemplaires (Figure 4). Des pompes centrifuges et des transformateurs électriques sont aussi fabriqués. L'effectif, qui était de 500 salariés en 1906 passe à plus de 1 500 en 1911, dont plus de la moitié sont des jeunes femmes formées pour la mise en place et le contrôle des bobinages des moteurs électriques.
En 1915, avec le déclenchement de la Première Guerre mondiale, la société E. Marelli & C., comme le reste de l’industrie italienne, pour faire face aux demandes de l’État et du ministère de la guerre, a du remplacer sa production civile par des produits militaires. En décembre 1915, la société dépose un brevet pour la conception d’une foreuse pour le forage de projectiles. À la fin du conflit, l'entreprise en ressort renforcée, à tel point que son chiffre d'affaires passe de 10 millions en 1915 à 42 millions de £ires en 1920. Elle se spécialise dans la production de magnétos d'allumage pour automobiles et pour l'aviation, pour laquelle il y avait une demande croissante. C'est pourquoi, un département spécifique a été créé pour cette activité, dans l'usine de Sesto, département séparé en 1919 avec la création de la société Fabbrica Italiana Magneti Marelli S.p.A. (FIMM), en partenariat (50/50) avec le constructeur automobile FIAT de Turin, dont la direction est confiée à Bruno Antonio Quintavalle (it), gendre de Ercole Marelli.
Le 29 septembre 1920, afin de se conformer à la nouvelle réglementation financière italienne, la société en commandite est dissoute, remplacée par la « Società Anonima per Azioni Ercole Marelli », une S.p.A. « Société anonyme par actions » dont le siège social était situé 22 corso Venezia. Ercole Marelli détenait directement 72 % des actions et l’ingénieur Antonio Stefano Benni, 28 %.
L'entreprise va prendre une nouvelle dimension en 1921. Dans une zone contigüe à l’usine de Sesto San Giovanni, les travaux pour la construction de l'usine II, « Grandi Costruzioni », débutent. La société y regroupe la production d’alternateurs, de générateurs électriques, transformateurs de forte puissance, de Locomotive électrique, turbo-alternateurs et pompes pour les centrales hydroélectriques et thermoélectriques livrées sur les 4 continents. L’activité s'est ensuite élargie aux grandes machines, locomotives électriques, tableaux de distribution et équipements pour les centrales électriques et les systèmes de propulsion terrestres et navals. La production, confiée à des ouvriers et techniciens d’un professionnalisme considérable, était basée sur les pratiques de travail américaines de l’époque et les produits étaient fabriqués en assemblant des composants préfabriqués en série.
Cette année-là, E. Marelli & C. SpA dépose la marque « Mattutino » qui sera la base de la gamme des « agitateurs d’air » électriques oscillants est déposée.
En 1922, à la suite du décès d'Ercole Marelli, le fondateur de la société éponyme, à l'âge de 55 ans seulement, son fils Fermo lui succède. Il s'était forgé une réputation d'entrepreneur éclairé grâce aux initiatives prises en faveur des ouvriers à partir des années 1910 qui, à l'image du patron de FIAT, le sénateur Giovanni Agnelli, avait construit des logements et des centres de vacances pour ses ouvriers, employés et leurs enfants,. L'ingénieur Antonio Stefano Benni, collaborateur d'Ercole Marelli depuis l'origine, est élu Administrateur Délégué (Directeur général) par le conseil d'administration. Il dirigera la société jusqu'en 1945 et sera remplacé par Fermo Marelli (it).
Sous la direction d'Antonio Benni, la société connaît de grands bouleversements dans sa gestion financière et dans sa politique de développement industriel. Il abandonne l'esprit « paternaliste » du fondateur pour embrasser, à l'avènement du fascisme, les dernières théories de « l'homme-machine ». Il oriente la production vers les grosses machines qui connaissent une demande en très forte croissance, notamment les alternateurs et les transformateurs de très hautes puissances pour alimenter les grandes entreprises énergétiques italiennes et étrangères. Le 16 mai 1922, la société crée la Società Anonima Aeromeccanica Marelli pour les applications industrielle des ventilateurs.
En 1928, les actions de la société Ercole Marelli & C. S.p.A. sont cotées à la Bourse de Milan.
Pendant les années 1930, avec la grande crise économique (dépression) de 1929, comme toutes les entreprises occidentales, le groupe milanais est touché par la crise internationale de l'époque et, pour la première fois de son histoire, enregistre une baisse significative de la production, de son chiffre d'affaires et des bénéfices. En 1934, elle déclare une perte nette de 5,5 millions de £ires. À partir de 1935, il y a eu un revirement avec le retour des bénéfices et, en 1939, l'entreprise compte un effectif de 3 500 salariés. Durant les années 1930, la société lance plusieurs projets expérimentaux et développe un système de contrôle et de commande à distance pour les laminoirs, système qui va équiper la plupart des aciéries italiennes comme celles du Gruppo Falck, les Aciéries de Terni et Italsider. Les autres secteurs d'activité connaissent également une forte croissance comme la division propulsion navale et celui des équipements électriques pour le transport ferroviaire et routier. La division pompes se spécialise dans le domaine des applications spéciales pour les aqueducs et l'assainissement des terres. La société connaît une telle croissance que ses effectifs et, à la veille de la Seconde Guerre mondiale, dépassent les 5 000 salariés.
À la suite de l'entrée de l'Italie dans la Seconde Guerre mondiale, à partir de 1940, le groupe E. Marelli & C. SpA doit, à nouveau, convertir sa production à des fins de guerre. L'usine de Sesto San Giovanni est gravement endommagée par les nombreux bombardements alliés (américains) sur la région de Milan en 1944/45. Pendant la République Sociale Italienne (RSI), certains ouvriers de l'usine de Sesto SG, liés au Parti communiste italien qui œuvrait clandestinement, formèrent la 109e Brigade Garibaldi "Giulio Casiraghi", faisant partie des Squadre di Azione Patriottica (it) (SAP), qui comptait 430 membres.

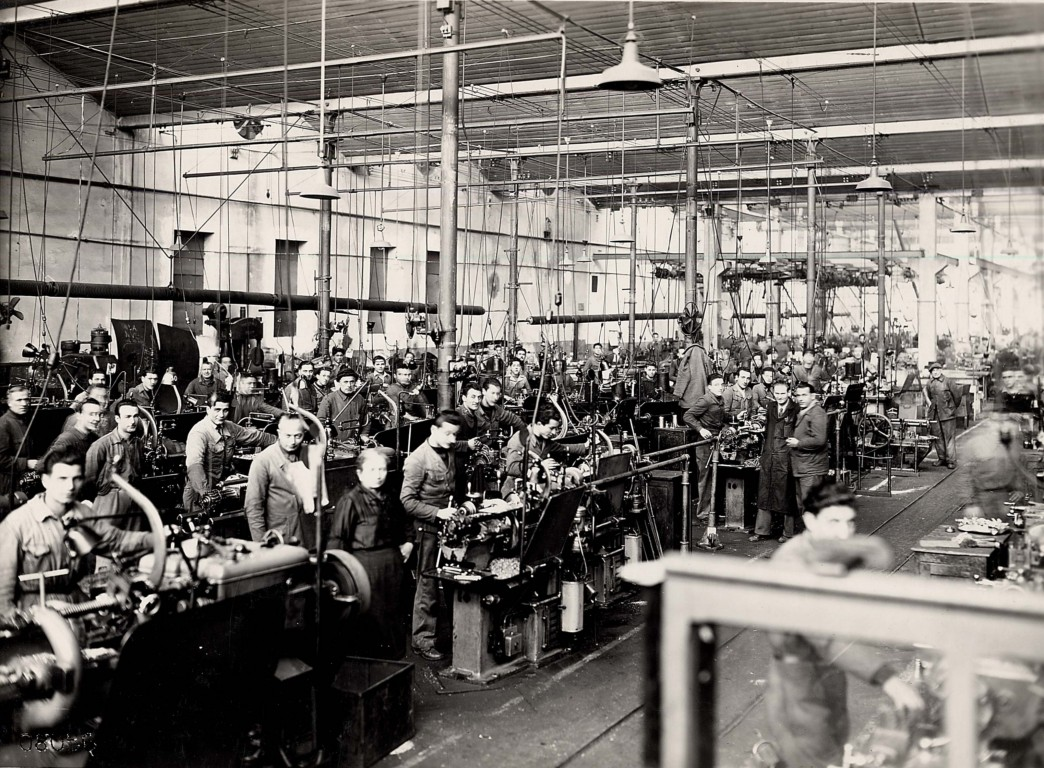
Ouvriers au travail dans un atelier de production de l'usine Ercole Marelli & C. de Sesto San Giovanni en 1948

### La gestion de Fermo Marelli (1946-1974)
Après la fin de la Seconde Guerre mondiale, en 1945, un ambitieux programme de reconstruction des usines de Sesto San Giovanni, très endommagées, est lancé. La production reprend peu de temps après. En 1946, le fils du fondateur, l'ingénieur Fermo Marelli prend les rênes de l'entreprise dont il assume la présidence, et poursuit la stratégie de développement mise en œuvre par son prédécesseur, Antonio Stefano Benni. La société connaît à nouveau une période de forte croissance et devient un groupe de taille mondiale. En 1963, le groupe Ercole Marelli & C. SpA dépasse les 7 100 salariés.
Durant les années 1960, la société a exporté de nombreuses locomotives de grande puissance pour l'EFE - Empresa de los Ferrocarriles del Estado, les chemins de fer chiliens et des locomotives diesel-électriques pour les Ferrocarriles Argentinos, les chemins de fer argentins. En 1960, le groupe réalise un chiffre d'affaires de 22 milliards de £ires et l'effectif atteint 5 580 salariés. Cinq ans plus tard, en 1965, le groupe E. Marelli a encore augmenté son chiffre d'affaires à 40,1 milliards de £ires, ce qui en a fait la 12e plus grande entreprise italienne avec 7 305 salariés.
À partir de 1968, pour faire face à la baisse importante des prix du secteur électro-mécanique, la société engage un processus de restructuration avec la création de 4 secteurs d'activité :
- Énergie,
- Installations et systèmes industriels de traction terrestre et navale, qui équiperont la plupart des trains italiens des FS,
- Productions de série,
- Aérotechnique, devenue une entité incontournable dans la ventilation des tunnels du monde entier.

Un autre facteur important a contraint le groupe Ercole Marelli à se restructurer, l'explosion du coût de la main-d'œuvre en Italie qui a progressé de plus de 52% entre 1959 et 1962 à cause des négociations salariales avec les syndicats et de l'augmentation des cotisations fiscales et sociales. En 1962, la participation de 50 % détenue dans la société Magneti Marelli est cédée à FIAT.

### L'ère Nocivelli et fin du groupe E. Marelli (1975-1981)
Le début des années 1970 est difficile. L'automne chaud de 1969 (it) a laissé des traces dans nombre d'entreprises italiennes. Le groupe Ercole Marelli & C. SpA entre dans une phase de déclin, au point qu'en 1975 les familles Marelli, Benni et Quintavalle sont contraintes de vendre leurs participations de 34 % dans le groupe, à la société holding El.Fi S.p.A. des frères Gianfranco et Luigi Nocivelli qui en prend le contrôle. Parmi les anciens actionnaires il ne reste que le groupe FIAT avec 13 % et l'américain Westinghouse Electric,,. En 1976, le groupe rachète à Westinghouse la société italienne Delchi, basée dans la Brianza, un fabricant d'équipements de climatisation. En 1978, E. Marelli & C. vend sa participation dans la société Società Anonima Elettrificazione - SAE à Tecnomasio et à Falck.
Luigi Nocivelli est devenu Président de l'entreprise, mais la nouvelle structure de direction n'a pas réussi à inverser la tendance négative et cela a conduit, en mars 1981, à sa démission. Vittorio Ponti lui succède,. Au cours des mois d'avril-mai 1981, la CONSOB a suspendu la cotation en bourse des actions de l'entreprise et elle a été mise sous administration judiciaire conformément à la Loi Prodi (it), confiée au commissaire Renato De Leonardis, nommé par le ministère de l'Industrie,,.
La crise du groupe E. Marelli & C. s'est terminée avec sa liquidation et la vente des sociétés filiales à partir de 1983,,. De nombreux secteurs d'activité sont repris par des grands groupes dont la division ferroviaire par Firema et la division énergie et systèmes industriels par ANSALDO.
Le groupe Ercole Marelli & C. S.p.A. contrôlait les sociétés suivantes :
- Adda - Officine Elettrotecniche e Meccaniche S.p.A.
- Aermarelli S.p.A.
- Ercole Marelli Aeraulica S.p.A.
- Ercole Marelli Componenti S.p.A.
- Ercole Marelli Elettromeccanica Generale S.p.A.
- IEL - Industrie Elettriche di Legnano S.p.A.
- ITEM - Impianti Tecnologici Ercole Marelli S.p.A.
- Rotos Pompe S.p.A.
- Società Manifattura Tele per Cartiera S.r.l[27].

En 1978, le groupe a enregistré un chiffre d'affaires de 134,1 milliards de £ires et une perte d'exploitation de 1,5 milliard. Il n'employait plus que 3 099 salariés.

### Archives du groupe
Toutes les archives historiques du groupe Ercole Marelli & C. S.p.A. sont conservées par
- la Fondation ISEC (it)[29] de Sesto San Giovanni
- le fond Ercole Marelli données chronologiques anciennes (1896-1986)[30].